# Халда
Халда (бенг. হালদা) — река на юго-востоке Бангладеш. Длина — 81 км. Максимальная глубина — 9 м. Река является неширокой (от 10 до 150 м).

## Описание
Начинается на холмах Бандатали в Читтагонгском горном районе и впадает в реку Карнапхули.
В сезон муссонов уровень реки существенно увеличивается; увеличивается также скорость течения.
Река Халда известна местом нереста и естественной средой обитания индийского карпа (катла, лат. Catla catla).